# Баньоли-дель-Триньо
Баньоли-дель-Триньо (итал. Bagnoli del Trigno) — коммуна в Италии, располагается в регионе Молизе, в провинции Изерния.
Население составляет 877 человек (2008 г.), плотность населения составляет 24 чел./км². Занимает площадь 36 км². Почтовый индекс — 86091. Телефонный код — 0874.
Покровителем коммуны почитается святой Виталий Римский, празднование 20 августа.

## Демография
Динамика населения:

## Администрация коммуны
- Официальный сайт: